# Galindo y Perahuy
Galindo y Perahuy ist ein westspanischer Ort und eine Gemeinde (municipio) mit 704 Einwohnern (Stand: 2024) im Osten der Provinz Salamanca in der Region Kastilien und León. Neben dem Hauptort Galondo y Perahuy gehören die Ortschaften Campo Charro, El Encinar, Escobos, Miranda del Pericalvo, Monte la Rad, Pericalvo, San Benito de la Valmuza, San Justo de Valmuza, Santo Tomé de Colledo und Torre de Martin Pascual zur Gemeinde.

## Lage und Klima
Der ca. 795 m hoch gelegene Gemeinde Galindo y Perahuy liegt im Süden der altkastilischen Hochebene (meseta). Die Großstadt Salamanca befindet sich knapp 15 km in westlicher Richtung entfernt. Durch die Gemeinde führt die Autovía A-62 von Salamanca zur portugiesischen Stadt Guarda.
Das Klima im Winter ist durchaus kühl; die geringen Niederschlagsmengen (ca. 486 mm/Jahr) fallen – mit Ausnahme der eher trockenen Sommermonate – verteilt übers ganze Jahr.

## Bevölkerungsentwicklung
| Jahr      | 1970 | 1986 | 1991 | 2001 | 2011 | 2021 |
| Einwohner | 299  | 168  | 160  | 395  | 742  | 645  |

Durch die Nähe zur Provinzhauptstadt Salamanca ist auch ein Bevölkerungsanstieg in den vergangenen Jahren festzustellen gewesen. 

## Wirtschaft
Das wirtschaftliche Leben der Landgemeinde war jahrhundertelang in hohem Maße agrarisch geprägt, doch wurde hauptsächlich zum Zweck der Selbstversorgung produziert – im Umland wurde Getreide ausgesät; Gemüse stammte aus den Hausgärten und auch Viehzucht wurde betrieben. Wenngleich viele Einwohner in Salamanca arbeiten, spielt die Landwirtschaft auch heute noch eine Rolle im Wirtschaftsleben der Gemeinde.

## Sehenswürdigkeiten
- Thomaskirche (Iglesia de San Tomás Apóstol)

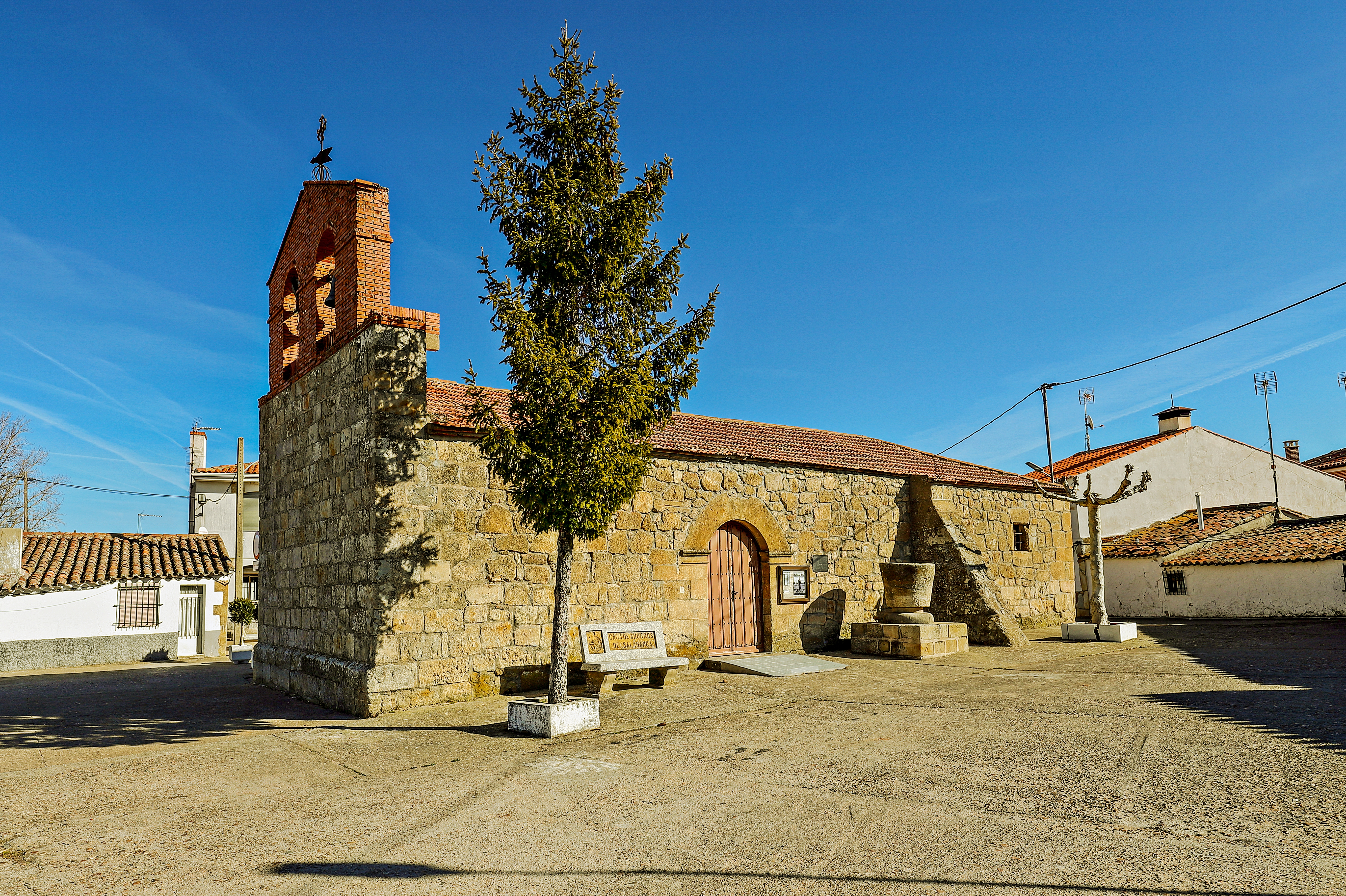
Thomaskirche
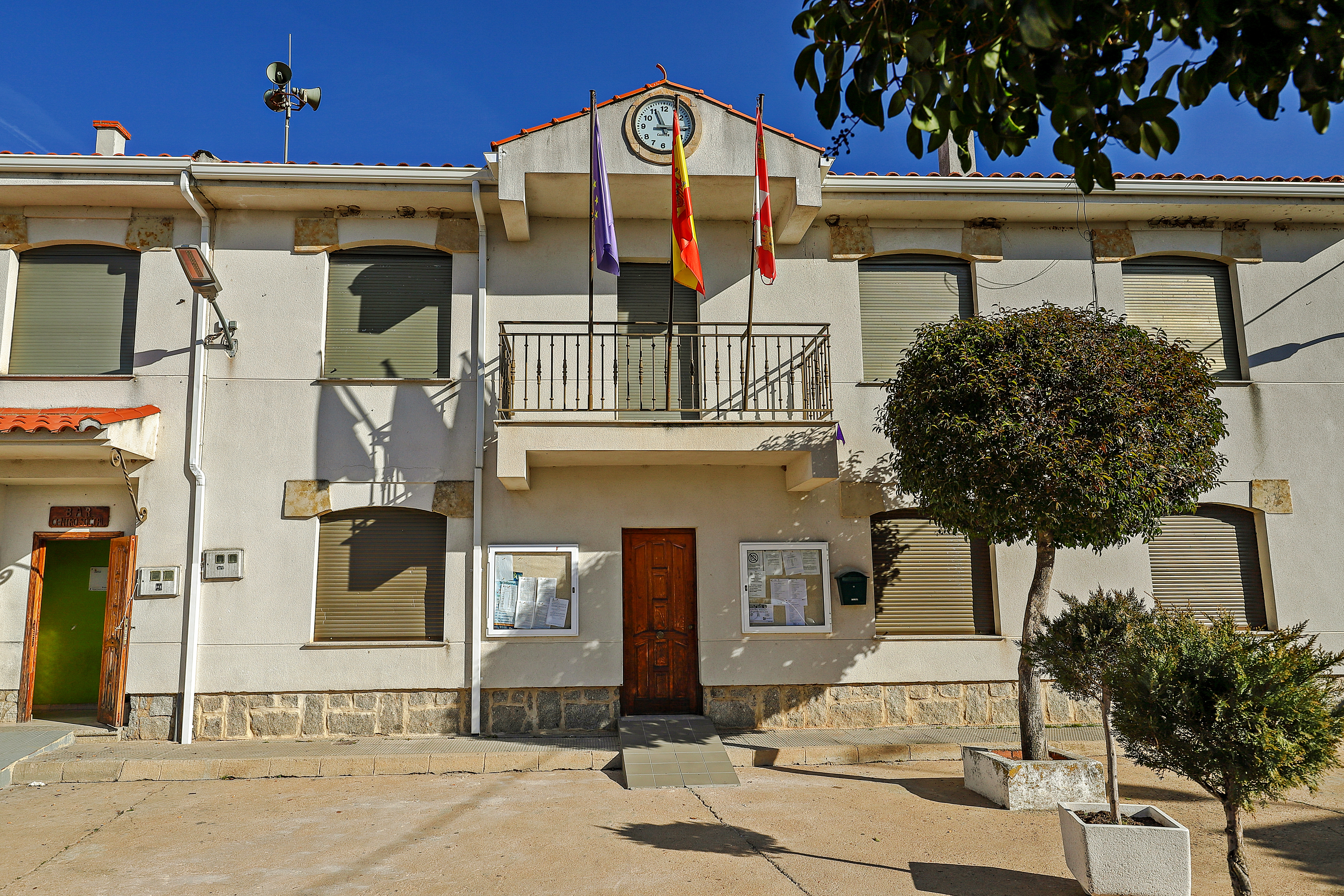
Rathaus